# Cá thể thống lĩnh

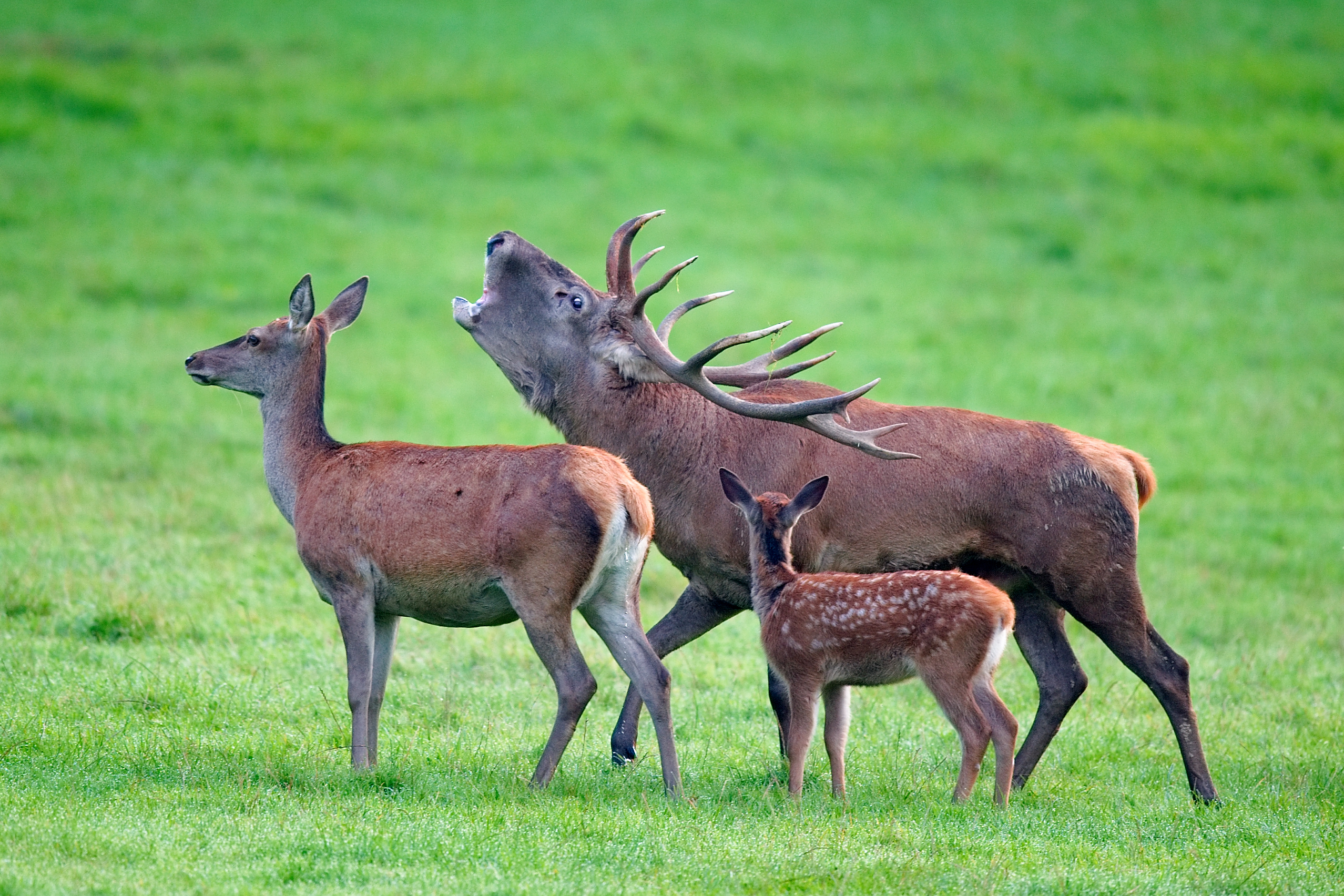
Một con hươu đực đầu đàn và gia đình của nó

Một con ngựa

Con thống lĩnh, con đầu đàn hay con nổi trội là một thuật ngữ sinh học chỉ về một cá thể trong một bầy hoặc đàn có ưu thế hơn so với các con khác. Đây là con vật dẫn đầu cả đàn trong các loài động vật xã hội, sự thống trị trong bối cảnh của sinh học và nhân chủng học là trạng thái của việc có địa vị xã hội cao tương đối so với một hoặc nhiều cá thể khác, những thành viên khác phải phục tùng cho các cá thể thống lĩnh. Điều này cho phép các cá thể chiếm ưu thế để có được quyền hưởng trước miếng ăn hay bạn tình tiềm năng do sự nhún nhường của các cá thể phục tùng, mà không gây hấn.
Ngược lại với sự thống trị là phục tùng. Sự thống trị có thể là một mối quan hệ hoàn toàn theo cặp đôi, tức là cá thể A là trội hơn cá thể B, nhưng điều này không có ý nghĩa cho dù hai trong số này là vượt trội so với một cá thể thứ ba C. Ngoài ra, sự thống trị có thể phân cấp với một mối quan hệ bắc cầu, do đó nếu có một sự thống trị của B và B thống trị C, A luôn chiếm ưu thế C. Một số xã hội động vật có những kẻ bạo chúa, tức là một cá nhân chi phối duy nhất với rất ít hoặc không có cấu trúc thứ bậc giữa các phần còn lại của nhóm.
Tổ chức theo trật tự lệ thuộc là đặc tính của hầu hết các động vật sống thành đàn. Trong một đàn sẽ có con đầu đàn thống trị các con còn lại. Con đầu đàn có ưu thế như vậy là nhờ thắng trận trong các trận đấu. Đấu tranh bảo vệ lãnh thổ cũng là cơ hội để lựa chọn bạn tình. Con cái thường lựa chọn những con đực chiếm giữ vùng lãnh thổ tốt nhất, cũng là con khỏe nhất. Kết bạn với những con đực như vậy có nguồn gen tốt sẽ cho những đứa con mạnh khỏe là điều kiện để duy trì và phát triển nòi giống.